# Sād

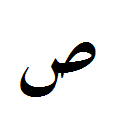
Sad in isolierter Form

Sād (arabisch صاد, DMG Ṣād) ist der 14. Buchstabe des arabischen Alphabets. Er ist aus dem phönizischen Sade hervorgegangen und dadurch mit dem (heute nicht mehr verwendeten) griechischen San und dem hebräischen Tzade verwandt. Im lateinischen Alphabet findet sich keine direkte Entsprechung. Ihm ist der Zahlenwert 90 zugeordnet.

## Lautwert und Umschrift
Das Sād gehört zu den vier sogenannten emphatischen Lauten und hat keine Entsprechung im Deutschen. Die Artikulationsstelle ist dieselbe wie beim Sīn (س [s] = stimmloses „s“). Die Zunge wird jedoch versteift, dadurch ihr Querschnitt gerundet und ihr hinterer Teil zum Gaumen angehoben. In der DMG-Umschrift wird Sād mit einem punktierten s (ṣ) wiedergegeben. In der nichtwissenschaftlichen Umschrift wird meist einfaches „s“ verwendet, wobei die Unterscheidung von Sīn verlorengeht. In der Phonetik des Maltesischen ist Sād ebenfalls mit Sīn zusammengefallen, beides wird „s“ geschrieben und als stimmloses s ausgesprochen; oft färbt auf Sād zurückgehendes s das vokalische Umfeld dunkel.
Das Sād ist ein Sonnenbuchstabe, das heißt, ein vorausgehendes al- (bestimmter Artikel) wird assimiliert.

## Sād in Unicode
| Unicode Codepoint | U+0635            |
| Unicode-Name      | ARABIC LETTER SAD |
| HTML              | &#1589;           |
| ISO 8859-6        | 0xd5              |